# Elja
Elja is een meisjes- en jongensnaam die betekent Jahweh is mijn God. De naam komt overeen met Elia, Hebreeuws: אליהו, Eliyahu, met dezelfde betekenis. De naam kan ook een samentrekking zijn van bijvoorbeeld Elisabeth en Janneke.

## Bekende naamdraagster
- Elja Pelgrom (1951-1995), actrice